# Felix Marchand
Felix Jacob Marchand (* 22. Oktober 1846 in Halle (Saale); † 4. Februar 1928 in Leipzig) war ein deutscher Pathologe.

## Leben
Seine Eltern waren der Professor der Chemie Richard Felix Marchand (* 25. August 1813; † 2. August 1850) und dessen Ehefrau Frederike Wilhelmine Marianne von Bärensprung (* 29. März 1819; † 12. Mai 1893).
Marchand studierte an der Friedrich-Wilhelms-Universität zu Berlin. 1870 wurde er zum Dr. med. promoviert. 1879 habilitierte er sich zum Thema Beiträge zur Kenntnis der Ovarien-Tumoren. 1881 wurde er ordentlicher Professor an der Hessischen Ludwigs-Universität Gießen. 1883 wechselte er an die Philipps-Universität Marburg. Als Nachfolger von Felix Victor Birch-Hirschfeld war er schließlich von 1900 bis 1921 an der Universität Leipzig. Franz Saxer war sein Prosektor. Er starb im 82. Lebensjahr und wurde auf dem Südfriedhof (Leipzig) beerdigt.
Er heiratete am 12. März 1880 Luise Marianne von Bärensprung (* 11. Juni 1853; † 21. Juni 1889), eine Tochter des Dermatologen Friedrich Wilhelm Felix von Bärensprung. Nach dem Tod seiner ersten Frau heiratete er 1891 die Arzttochter Martha Reuter (* 15. Februar 1864; † 1. April 1942). Deren Tochter war die Kunsthistorikerin Hildegard Marchand (* 17. April 1896 in Marburg; † 12. Dezember 1950 in Weimar).

## Ehrungen

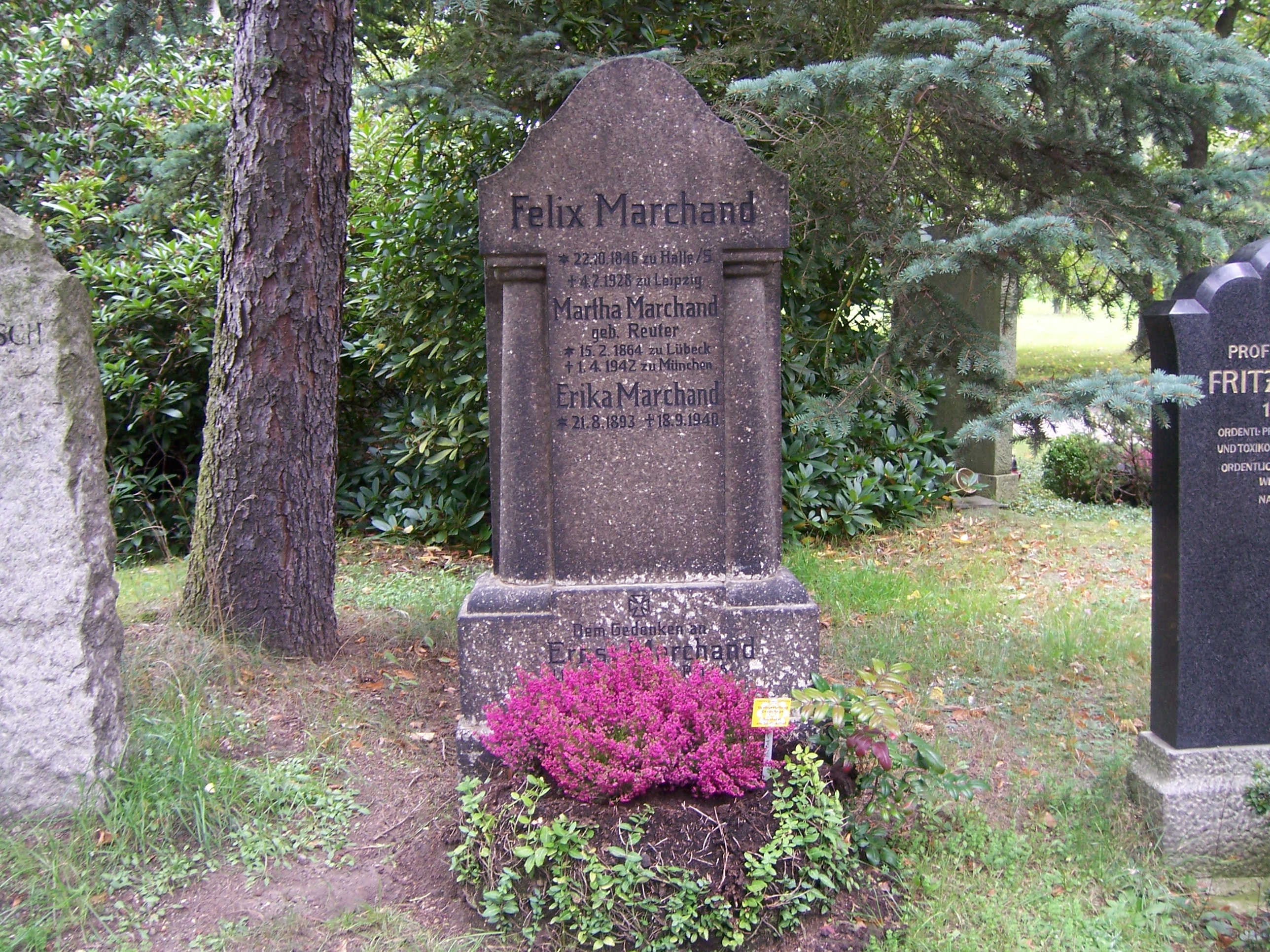
Marchands Grab

- Mitglied der Deutschen Akademie der Naturforscher Leopoldina (1882)
- Ordentliches Mitglied der Königlich Sächsischen Gesellschaft der Wissenschaften (1900)
- Korrespondierendes Mitglied der Preußischen Akademie der Wissenschaften (1910)
- Ehrendoktor der Universität Leipzig (1923)[1]

## Veröffentlichungen
- Beiträge zur Kenntnis der Ovarien-Tumoren. H.W. Schmidt, Halle 1879. (Habilitationsschrift)
- Über den Wechsel der Anschauungen in der Pathologie: akademische Antrittsrede geh. am 12. Nov. 1881. Enke, Stuttgart 1882.
- Die Morphologie des Stirnlappens und der Insel der Anthropomorphen. Arbeiten aus dem pathologische Institut zu Marburg. Band 2 H. 1. Jena 1893.
- Ueber sogenannten „decidualen“ Geschwülste im Anschluss an normale Geburt, Abort, Blasenmole und Extrauterineschwangerschaft. In: Monatsschrift für Geburtskunde und Frauenkrankheiten. Band 1, (Berlin) 1895, S. 419–438 und 513–562.
- Der Process der Wundheilung mit Einschluß der Transplantation (= Deutsche Chirurgie. Band 16). Ferdinand Enke, Stuttgart 1901.
- Rudolf Virchow als Pathologe. Gedächtnisrede gehalten am 21. Okt. 1902 in der Medizinischen Gesellschaft zu Leipzig. Lehmann, München 1902.
- Ueber das Hirngewicht des Menschen. 1902. Abhandlungen der Mathematisch-physischen Classe der Königl. Sächsischen Gesellschaft der Wissenschaften ; XXVII. Bd., No. IV. Leipzig : B. G. Teubner, 1902
- Das pathologische Institut der Universität Leipzig. Arbeiten aus dem pathologische Institut zu Leipzig, H. 3. Leipzig 1903.
- Über Gehirnzystizerken. Sammlung klinischer Vorträge; Leipzig 1904.
- Ludolf von Krehl und F. Marchand (Hrsg.): Handbuch der allgemeinen Pathologie. Hirzel, Leipzig 1908-
- Ueber die Entzündung. Medizinische Klinik, München 1911, 7: 1921–1927.
- Zum hundertsten Geburtstag von Rudolf Virchow. Münchener Medizinische Wochenschrift 68 (1921), S. 1271–1274.
- Beiträge zu Albert Eulenburgs Real-Encyclopädie der gesammten Heilkunde. Erste Auflage.
  - Band 3 (1880) (Digitalisat), S. 363–366: Colloid; S. 575–589: Cyste
  - Band 4 (1880) (Digitalisat), S. 545–569: Endarteriitis
  - Band 5 (1881) (Digitalisat), S. 156–165: Exostose
  - Band 8 (1881) (Digitalisat), S. 469–476: Magenerweichung
  - Band 9 (1881) (Digitalisat), S. 95–143: Missbildungen
  - Band 12 (1882) (Digitalisat), S. 599–622: Spina bifida
  - Band 15 (1883) (Digitalisat), S. 111–120 (Nachträge): Actinomykosis; S. 183–188 (Nachträge): Herzmissbildungen; S. 244–246 (Nachträge): Sacraltumoren
- Zweite Auflage.
  - Band 1 (1885) (Digitalisat), S. 171–181: Actinomykosis; S. 687–722: Arterien